# Club Balonmano Elche
Club Balonmano Elche ist der Name eines spanischen Vereins für Frauen-Handball. Er ist in Elche beheimatet. Der Verein spielt auch unter dem Namen atticgo Balonmano Elche und zuvor als CB Elche Visitelche.com.

## Geschichte
Der 1958 gegründete Verein stieg im Jahr 2001 erstmals in die División de Honor femenina de balonmano, der ersten spanischen Liga, auf. 2004 folgte der Abstieg in die zweite Liga, aus der man 2005 wieder aufstieg, dort aber wieder nur ein Jahr spielte bis zum Abstieg 2006. Nach einer Saison in der zweiten Liga folgte 2007 wieder der Aufstieg in die höchste Spielklasse Spaniens, in der man seitdem durchgehend vertreten ist.
Im Jahr 2021 konnte der Verein erstmals die Copa de la Reina, den spanischen Pokalwettbewerb, gewinnen und siegte zudem in der Supercopa de España, dem Supercup.

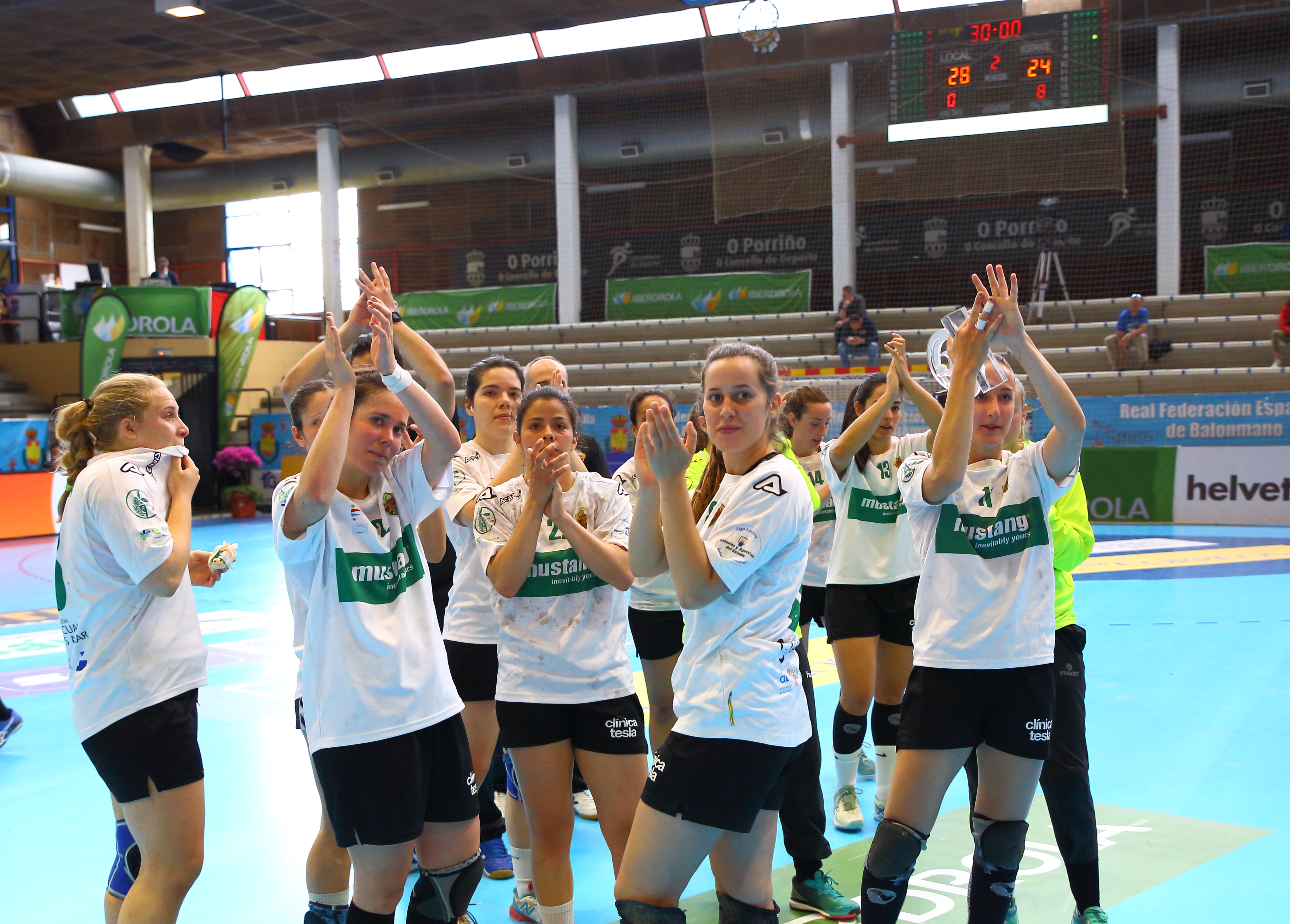
Spielerinnen des Teams bei der Copa de la Reina 2017

International nahm die Mannschaft am EHF European Cup, einem Vereinswettbewerb der Europäischen Handballföderation, in den Spielzeiten 2021/2022, 2022/2023 und 2023/2024 teil. Im Jahr 2024 gewann der Verein diesen Wettbewerb.

## Erfolge
- 1 × Gewinn des spanischen Pokalwettbewerbs (2021)
- 1 × Gewinn des spanischen Supercups (2021)
- 1 × Gewinn des EHF European Cups (2024)

## Spielerinnen
siehe Handballspielerinen des Club Balonmano Elche